# Охотники (мультфильм, 1977)
«Охотники» (арм. Որսորդներ) — советский музыкальный мультипликационный фильм 1977 года, поставленный режиссёром Робертом Саакянцем.
Звуковая дорожка фильма представляет собой ряд песен, записанных на армянском языке, он также снабжён русскоязычными текстовыми вставками, стилизованными под немое кино.

## История
Мультфильм «Охотники» снят Робертом Саакянцем при участии Людмилы Саакянц в 1977 году на студии «Арменфильм» в Ереване. Сценарий мультфильма написан режиссёром (совместно с П. Тюрабяном) по мотивам сказок классика армянской литературы Хачатура Абовяна (цикл «Развлечение в часы досуга»). Премьера мультфильма состоялась в том же 1977 году.
После просмотра этого мультфильма Фёдор Хитрук на съезде правления Союза кинематографистов в Москве назвал его «бомбой». Однако в широкий прокат он так и не попал.

## Сюжет
Четыре друга-глупца — Месроп, Казар, Кероб и Сероб — отправляются с псом Басаром на охоту за птицами.
Когда они увидели сидящую на дереве птицу, Месроп вспоминает, что забыл дома вино, и возвращается за ним домой, оставив друзей постеречь птицу. Тем временем Казар предлагает Керобу и Серобу ощипать сидящую на дереве птицу с тем, чтобы застрелить её, когда вернётся Месроп. Птица улетает.
Вернувшийся Месроп говорит друзьям: «Дурни вы, а не охотники!». Те отвечают: «Мы — охотники! И не хуже тебя!». Завязывается спор. Друзья обращаются к отдыхающему в лесу студенту с настойчивой просьбой определить, кто из них самый лучший охотник, пообещав, в случае если он рассудит их правильно, отдать своего осла.
Студент предлагает им устроить соревнование в стрельбе. Он садится на осла, а друзья отдают ему кувшин с вином, чтобы он поставил его в качестве мишени. Не успел студент донести кувшин до пня, как «охотники» прострелили кувшин прямо в руках студента. Находчивый студент, решив, что таким охотникам не следует оставлять ружья, предлагает осмотреть их, чтобы выяснить, кто же именно попал в кувшин. Затем он берёт ружья и уезжает на осле. Месроп, Казар, Кероб и Сероб отправляются за ним в погоню.
После того, как студент на осле перебирается на другой берег реки (имеющей ширину 20,3 метров), друзья решают срезать путь, перепрыгнув реку. Придя к выводу, что вчетвером они прыгнут в четыре раза дальше, глупцы прыгают в реку, взявшись за руки. Пёс Басар отправляется по мосту вслед за студентом.
Когда герои мультфильма, мокрые, без оружия и собаки, возвращаются домой, в ответ на насмешливый вопрос женщин о том, что с ними случилось, охотники отвечают, что причиной их неудачи является то, что они забыли дома вино.

## Авторы
- Режиссёры, сценарий и художники — Роберт и Людмила Саакянц
- Оператор — Алиса Кюрдиан
- Композитор — Давид Азарян
- Исполнители песен — Лариса Долина, А. Абрамян, С. Сейранян, Л. Севан, Надежда Саргсян
- Звукооператор — В. Чапарян

## Награды
- 1978 — ΧΙ Всесоюзный кинофестиваль в Ереване — 2-я премия по разделу мультфильмов присуждена м/ф «Охотники».[3]

## Оценки
Критика хорошо приняла мультфильм. Киноведческий альманах «Экран» в 1979 году писал:

Остро гротесковые краски использует активно работающий талантливый коллектив молодых армянских мультипликаторов, руководимый Р. Саакянцем. Для их наиболее удачных фильмов «Охотники» и «Собрание мышей» характерно обращение к классическим и фольклорным мотивам, умелое применение колористических решений и музыки для заострения сатирических образов.

Работу мультипликаторов не обошли вниманием и исследователи из Казахстана:

Традиции национального юмора, поэзия фольклора нашли своё образное воплощение в фильме армянских режиссёров Р. и Л. Саакянц «Охотники».